# Ternstroemia lineata
La flor de tila (Ternstroemia lineata) es un arbusto o árbol que pertenece a la familia Pentaphylacaceae. Forma parte de un grupo poco conocido taxonómicamente con 90 a 110 especies. Habita en gran variedad de climas y hábitats en condiciones nubosas y elevaciones desde 1,400 a 3,140 m s. n. m. Se le considera un complejo de especies compuesto por varios taxones y exclusivo de Mesoamérica. Tiene una gran variación de forma y tamaño de las hojas entre las diferentes poblaciones.

## Clasificación y descripción
Arbusto o árbol de (1.5)2.5 a 6(15) m de alto; el pecíolo mide de 3 a 8 (10) mm de largo (el pecíolo es el rabillo que sostiene la lámina de la hoja con el tallo), lámina oblanceolada, oblongo-obovada, u oblongo-cuneada, la parte más ancha arriba de la mitad de la lámina, de 4 a 10.5 cm de largo por (1) 1.5 a 3 (3.3) cm de ancho, ápice agudo u obtuso, base cuneada, margen entero o diminutamente serrulado, algo revoluto, nervios laterales a veces impresos en el haz y ligeramente levantados en el envés, coriáceas, haz verde oscuro, envés de color verde más pálido, glabra; flores axilares (que se ubican en la axila de un tallo o una rama), solitarias, pedúnculos de (1) 1.5 a 3 (3.8) cm de largo (parte de una flor que se una al tallo  con forma de palillo o rabillo), bractéolas lanceoladas, de 3 a 5 mm de largo, situadas en la base del cáliz, pronto caedizas; sépalos imbricados, los externos anchamente ovados, de (6) 8 a 9 mm de largo y de 6 a 8 mm de ancho, borde entero y escarioso, los internos de 8 a 10 mm de largo por 6 a 8 mm de ancho; pétalos blancos, orbiculares o suborbiculares, de 10 a 15 mm de largo y de ancho, unidos muy en la base; estambres más o menos 60; ovario cónico, bilocular, óvulos 5 a 7 en cada lóculo; fruto cónico, alargado, de 1 a 1.2 (1.5) cm de largo, de más o menos 1 cm de diámetro, estilo persistente, de 3 a 5 (6) mm de largo; semillas de 8 a 9 mm de largo por ± 5 mm de ancho, rodeadas por un arilo de papilas o pelos carnosos.

## Distribución y ambiente
Habita en bosques mesófilos de montaña, así como en encinares y pinares húmedos a 2000-2800 m s. n. m. en México (Sinaloa, Nayarit, Jalisco, Michoacán, Estado de México. Morelos, Guerrero, Colima, Oaxaca, Chiapas) y Honduras.

## Taxonomía
A. P. de Candolle (1823) describe a Ternstroemia lineata después de estudiar una pintura realizada por la Royal Botanical Expedition a Nueva España (la “Sessé & Moçiño expedition”), probablemente en 1793, algunos de sus nombres comunes son: ucharillo, flor de tila, hierba del cura, jaboncillo, palo colorado, tila, trompillo, charapit uku (lengua purépecha), jazmín o palo rojo.

## Usos
La madera se emplea en la fabricación de algunas partes de guitarras, así como en la elaboración de cuentas de collar, molinillos y cucharas. La flor es conocida como “té de tila” y se utiliza para hacer un té al que se le atribuyen propiedades medicinales.